# Lynn Chircop
Lynn Chircop, född 10 augusti 1980 i Santa Venera, är en maltesisk sångerska och TV-programledare.
Chircop har studerat musik vid Trinity College i London och Hochschule für Musik und Theater i Leipzig. Hon har även arbetat som lärare på Euro Academy of Music and Arts i B'kara, Malta. Hon deltog i Eurovision Song Contest 2003 där hon framförde bidraget To Dream Again. Hon kom på 24:e och näst sista plats med fyra poäng.
Chircop arbetade som hallåa på Channel 22. 2003 var hon programledare för barnprogrammet Klabbzone på TVM och från 2004 hade hon sin egen talkshow, ta’ Lynn Show, på SUPER 1 TV. Hon har också varit värd för programmen 22pm 2006 och E-updates 2009.